# 여의 (연호)
여의(如意, 692년 4월 ~ 9월)는 무주(武周) 성신제(聖神帝) 측천무후(則天武后) 무조(武曌)의 두번째 연호이다. 4개월 동안 사용하였다. 

## 개원
- 천수(天授) 3년 4월 1일[1](692년 4월 22일)에 연호를 여의(如意)로 개원함.[2][3][4][5]

- 여의(如意) 원년 9월 9일[6](692년 10월 23일)에 연호를 장수(長壽)로 개원함.[2][3][4][5]

## 연대 대조표
| 여의 | 서기(西紀)              | 간지(干支) |
| 원년 | 691년 11월 ~ 692년 10월 | 임진(壬辰) |

## 삭일(1일)
| 여의 원년 (692년) | 삭일 (음력) | 율리우스력      |
| 정월 (11월)       | 무진 (戊辰) | 691년 11월 26일 |
| 납월 (12월)       | 정유 (丁酉) | 12월 25일       |
| 1월               | 정묘 (丁卯) | 692년 1월 24일  |
| 2월               | 정유 (丁酉) | 2월 23일        |
| 3월               | 정묘 (丁卯) | 3월 24일        |
| 4월               | 병신 (丙申) | 4월 22일        |
| 5월               | 병인 (丙寅) | 5월 22일        |
| 윤5월             | 을미 (乙未) | 6월 20일        |
| 6월               | 갑자 (甲子) | 7월 19일        |
| 7월               | 갑오 (甲午) | 8월 18일        |
| 8월               | 계해 (癸亥) | 9월 16일        |
| 9월               | 임진 (壬辰) | 10월 15일       |
| 10월              | 임술 (壬戌) | 11월 14일       |

## 같이 보기
- 중국의 연호 목록